# Eucidaris
Eucidaris Pomel, 1883 è un genere di ricci di mare appartenenti alla famiglia Cidaridae. Questo genere è nato durante il miocene, e ora è diffuso nelle zone tropicali dell'Indo - Pacifico, dell'Atlantico e del Mar dei Caraibi.

## Tassonomia
Il genere comprende 5 specie:
- Eucidaris australiae
- Eucidaris galapagensis
- Eucidaris metularia
- Eucidaris thouarsii
- Eucidaris tribuloides